# شرام
شهرام طیبی (Shahram Tayebi) که با نام شارام (Sharam) نیز شناخته می‌شود، یک دی‌جی و تهیه‌کننده ضبط ایرانی-آمریکایی نامدار است که سابقاً با یک فرد ایرانی‌تبار دیگر به نام علی شیرازی‌نیا، ملقّب به Dubfire، در گروه دیپ دیش فعالیت می‌کرد که به اتفاق موفق به دریافت جایزهٔ موسیقی گرمی شدند. تشکیل گروه دیپ دیش به سال ۱۹۹۱ برمی‌گردد، هنگامی که این دو تن به‌طور تصادفی در شهر واشینگتن دی.سی. با یکدیگر آشنا شدند.